# Malogradeț, Tărgoviște
Malogradeț (în bulgară Малоградец) este un sat în comuna Antonovo, regiunea Tărgoviște,  Bulgaria. 

## Demografie
Componența etnică a satului Malogradeț
     Bulgari (60,71%)
     Nicio identificare (16,07%)
     Romi (17,85%)
     Turci (5,35%)
La recensământul din 2011, populația satului Malogradeț era de 56 locuitori. Din punct de vedere etnic, majoritatea locuitorilor (60,71%) erau bulgari, existând și minorități de romi (17,85%) și turci (5,35%). Pentru 16,07% din locuitori nu este cunoscută apartenența etnică.